# Conrad Prange

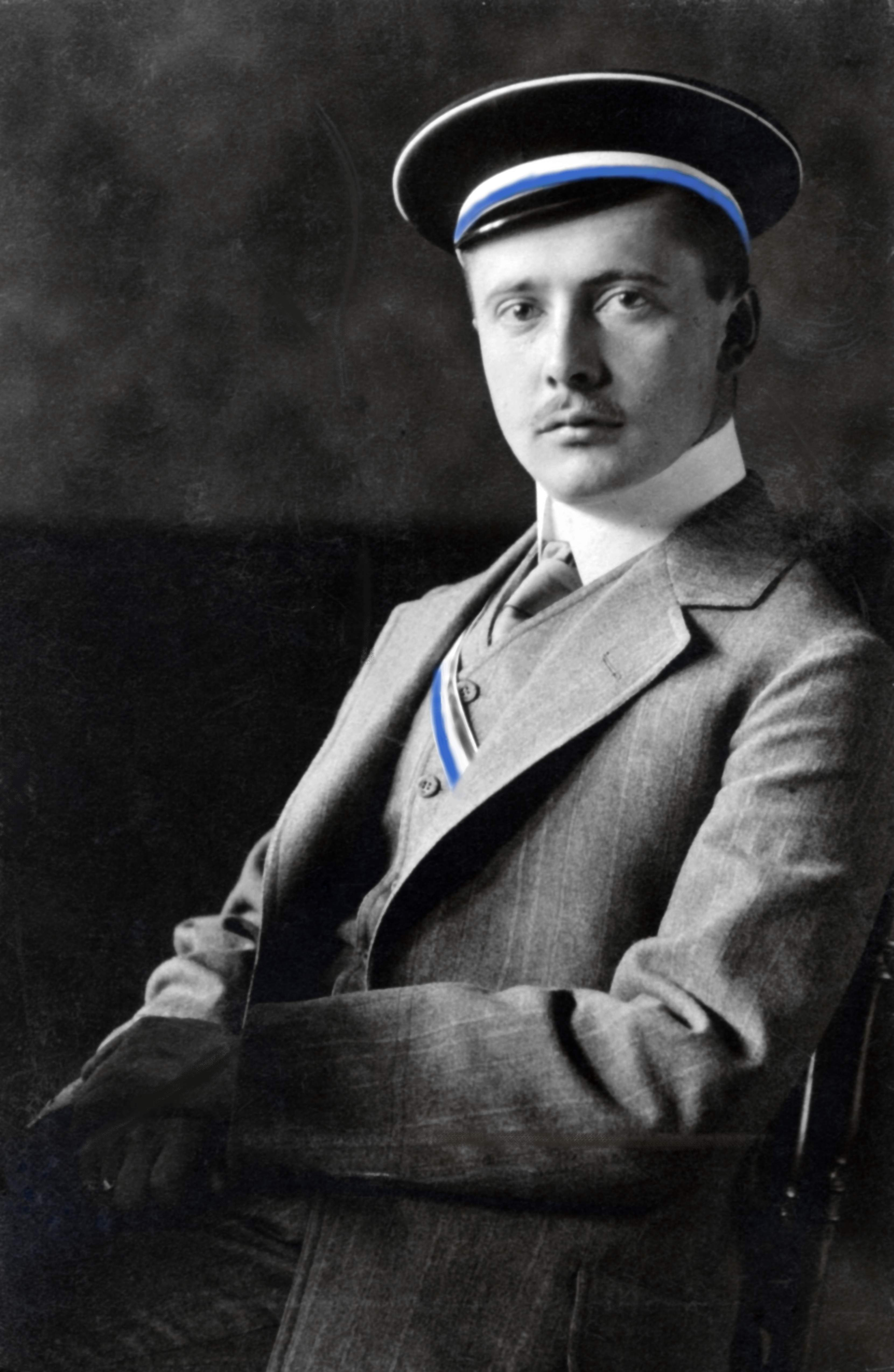
Conrad Prange

Conrad Prange (* 9. Juni 1887 in Ohlau; † 8. Januar 1946 im Speziallager Nr. 4 Landsberg an der Warthe) war ein deutscher Verwaltungsjurist in Preußen.

## Leben
Prange studierte an der Ludwig-Maximilians-Universität München Rechtswissenschaft und wurde 1909 im Corps Suevia München recipiert. Die Friedrich-Alexander-Universität Erlangen promovierte ihn 1913 zum Dr. iur. Er absolvierte sein Referendariat ab 1911 an Gerichten. Im Freistaat Preußen wirkte er ab 1918 beim Landrat im Kreis Recklinghausen. 1924 ernannte man ihn kommissarisch, 1925 endgültig zum Landrat im Kreis Hofgeismar. Er war Anhänger der Volkskonservativen Vereinigung. Nach dem Wahlsieg der NSDAP bei der Reichstagswahl März 1933 wurde er am 5. Mai 1933 in den einstweiligen Ruhestand versetzt. Ab 1934 war er Landrat im Kreis Schwerin (Warthe). Er wurde im April 1936 mit der vertretungsweisen Wahrnehmung der Verwaltung des Landratsamtes vom Kreis Ostprignitz beauftragt und im November 1936 zum Landrat in Kyritz ernannt. Dort wirkte er bis Kriegsende. Kurz danach wurde er von der Roten Armee festgenommen und ohne Prozess in das Speziallager Nr. 4 des NKWD in Landsberg an der Warthe verbracht. Dort starb er mit 58 Jahren an den Folgen der Haft. Prange war verheiratet und hatte drei Kinder.